# Тасадар
Тасадар е измислен персонаж от реално-времевата стратегия СтарКрафт разработена от Blizzard Entertainment.
Тасадар е протоски герой с ранг Екзекутор. Изпратен е да заличи Чау Сара когато е инфектирана от Зергите. Но когато му се нарежда да се унищожи и Мар Сара по същата причина, той отказва да заличи и хората в сектора и заедно с флота си напуска пространството на Тераните.
По някое време след това се свързва с Тъмните Тамплиери, но точно поради тази причина е преследван и търсен от Конклава. Той научава много от Тъмните – да ползва и техните енергии и да се бори със Зергите и техните най-висши в йерархията- безсмъртните Церебрати и непобедимият Оувърмайнд.
След като неговият наследник-новият Екзекутор- го намира вместо да го арестува той се присъединява към него и отцепниците и заедно с човека Джим Рейнър, с който Тасадар се е запознал след краха на теранската Конфедерация, отпътуват към родния свят Айур. Но щом пристигат там са посрещнати от войните на Конклава и след дълга кръвопролитна битка Тасадар казва, че вече достатъчно първородни са умрели и се предава на Конклава. Скоро след това е освободен от Рейнър и Тъмните тамплиери заедно с Феникс и други прозрели истината.
Настъпва последната битка – Оувърмайнда вече е на Айур и се готви да довърши плана си, но на пътя му застава Тасадар и обединените Теранско-Протоски войски. След доста тежка битка защитата на създанието е пробита и в последен акт на саможертва и благородство Тасадар канализира енергията на Тъмните Тамплиери през корпуса на кораба си Гантритхор и задава курс за сблъсък.
Накрая тази саможертва премахва заплахата която представлява ОУвърмайнда, но останалите Зерги вече са разрушили Айур до неузнаваемост.
Името на Тасадар заменя това на най-известния протоски герой-Адун в поздрава Ен Таро Тасадар. Това говори колко много е направил той за расата си и галактиката.